# ناحیه اقیانوسی
ناحیه اقیانوسی (به انگلیسی: Oceanic Zone) اغلب به صورت منطقه ای از اقیانوس تعریف می‌شود که دورتر از فلات قاره ای قرار داشته، اما به‌طور عملیاتی اغلب جایی که عمق آب از ۲۰۰ متر بیشتر می‌شود (از سوی ساحل به سمت اقیانوس باز) را آغاز این ناحیه در نظر می‌گیرند.
این ناحیه، ناحیه ای از دریای باز، فراتر از لبه فلات قاره ای است و شامل ۶۵٪ آب کاملاً باز اقیانوسی می‌شود. ناحیه اقیانوسی دسته وسیعی از خشکی‌های زیر-دریایی، شامل شکاف‌هایی با عمقی بیشتر از ارتفاع قله اورست، به علاوه آتش فشان‌های عمق دریا و حوضه‌های اقیانوسی. در حالی که اغلب دوام آوری حیات در این نوع محیط‌ها سخت است، بسیاری از گونه‌ها خود را برای دوام آوری در چنین محیط‌هایی سازگار کرده‌اند.
چهار نوع ناحیه اقیانوسی وجود دارند: ناحیه نورخورشیدی، ناحیه گرگ‌ومیش، ناحیه باتیال و ناحیه مغاکی.